# Tokugawa Yoshinobu
Tokugawa Yoshinobu (徳川 慶喜  Đức Xuyên Khánh Hỉ), còn gọi là Tokugawa Keiki, sinh ngày 28 tháng 10 năm 1837, mất ngày 22 tháng 11 năm 1913) là Tướng quân thứ 15 và là Tướng quân cuối cùng của Mạc phủ Tokugawa, đồng thời ông cũng là vị Tướng quân cuối cùng trong lịch sử Nhật Bản. Ông góp phần trong phong trào cải cách chính quyền Mạc phủ đã già cỗi, nhưng cuối cùng không thành công. Sau khi từ ngôi vào cuối năm 1867, ông vui thú điền viên, và tránh hẳn dư luận công chúng trong suốt phần đời còn lại.

## Tuổi trẻ
Tokugawa Yoshinobu sinh ra ở Mito, tỉnh Hitachi, là con trai thứ bảy của Tokugawa Nariaki, daimyo của Mito. Mito là một trong các gosanke, ba chi của gia tộc Tokugawa đủ tư cách để được chọn làm Chinh di Đại tướng quân.
Sinh ra với cái tên Matsudaira Shichirōma, ông lớn lên dưới sự trông nom và giám sát nghiêm ngặt và khổ hạnh . Ông được dạy viết chữ và võ thuật, cũng như tiếp nhận nền giáo dục thuần nhất các quy tắc về nên chính trị và chính quyền.
Do sự xúi giục của cha mình, Shichirōma được gia đình Hitotsubashi-Tokugawa nhận nuôi để có cơ hội tốt hơn thừa kế chức Chinh di Đại tướng quân. Ông trở thành tộc trưởng năm 1847, đến tuổi trưởng thành cùng năm đó, nhận chức vụ và tước hiệu triều đình, và lấy tên là Yoshinobu. Sau cái chết của vị Tướng quân thứ 13 là Tokugawa Iesada, năm 1858, Yoshinobu được đề của làm người kế vị tiềm năng. Những người ủng hộ ông tin vào khả năng và hiệu quả của ông trong việc xử lý các sự vụ trong gia đình. Tuy nhiên, phe đối lập, do Ii Naosuke dẫn đầu, chiến thắng. Ứng cử viên của họ, Tokugawa Yoshitomi trẻ tuổi, được chọn, và trở thành Iemochi thứ 14. Không lâu sau đó, trong cuộc Thanh trừng An Chính, Yoshinobu và những người ủng hộ ông bị giam lỏng. Yoshinobu tự mình rời khỏi vị trí tộc trưởng nhà Hitotsubashi.
Thời kỳ thống trị chính quyền Tokugawa của Ii được đánh dấu bằng sự quản lý tồi và các cuộc đấu đá chính trị. Khi Ii bị ám sát năm 1860, Yoshinobu lại trở thành tộc trưởng của nhà Hitotsubashi, và năm 1862 được đề của làm Tướng quân Hậu kiến Chức (将軍後見職 shōgun atomi-shoku), và nhận tước vị này ít lâu sau đó. Cùng lúc đó, 2 đồng minh thân cận nhất của ông, Matsudaira Yoshinaga và Matsudaira Katamori, được để cử vào 2 vị trí cao khác: Yoshinaga là Chính trị Tổng tài chức (政治総裁職 seiji sōsai shoku), Katamori là Thủ hộ Kyoto (京都守護職 Kyoto Shugoshoku). 3 người này sau đó tiến hành nhiều bước để dập tắt sự bất ổn ở khu vực Kyoto, và tập hợp các đồng minh để chống lại các hành vi nổi loạn của phiên Chōshū. Họ là những nhân vật quan trọng trong đảng chính trị kōbu-gattai, tìm kiếm sự hòa giải giữa Mạc phủ và triều đình.
Năm 1864, Yoshinobu, là Chủ huy trưởng của Thị vệ Hoàng cung, đánh bại được quân Chōshū khi họ cố chiếm cổng Hamaguri của Hoàng cung. Điều này đạt được là nhờ sử dụng liên quân Aizu-Satsuma.

## Tướng quân Yoshinobu (1866)
Sau cái chết của Tokugawa Iemochi năm 1866, Yoshinobu được chọn thừa kế Iemochi, và trở thành Chinh di Đại tướng quân (Shōgun) thứ 15 của Mạc phủ Tokugawa. Ông là Tướng quân duy nhất đóng đại bản doanh ngoài thành Edo trong suốt thời kỳ nắm quyền; ông không bao giờ đặt chân vào thành Edo với tư cách Tướng quân .

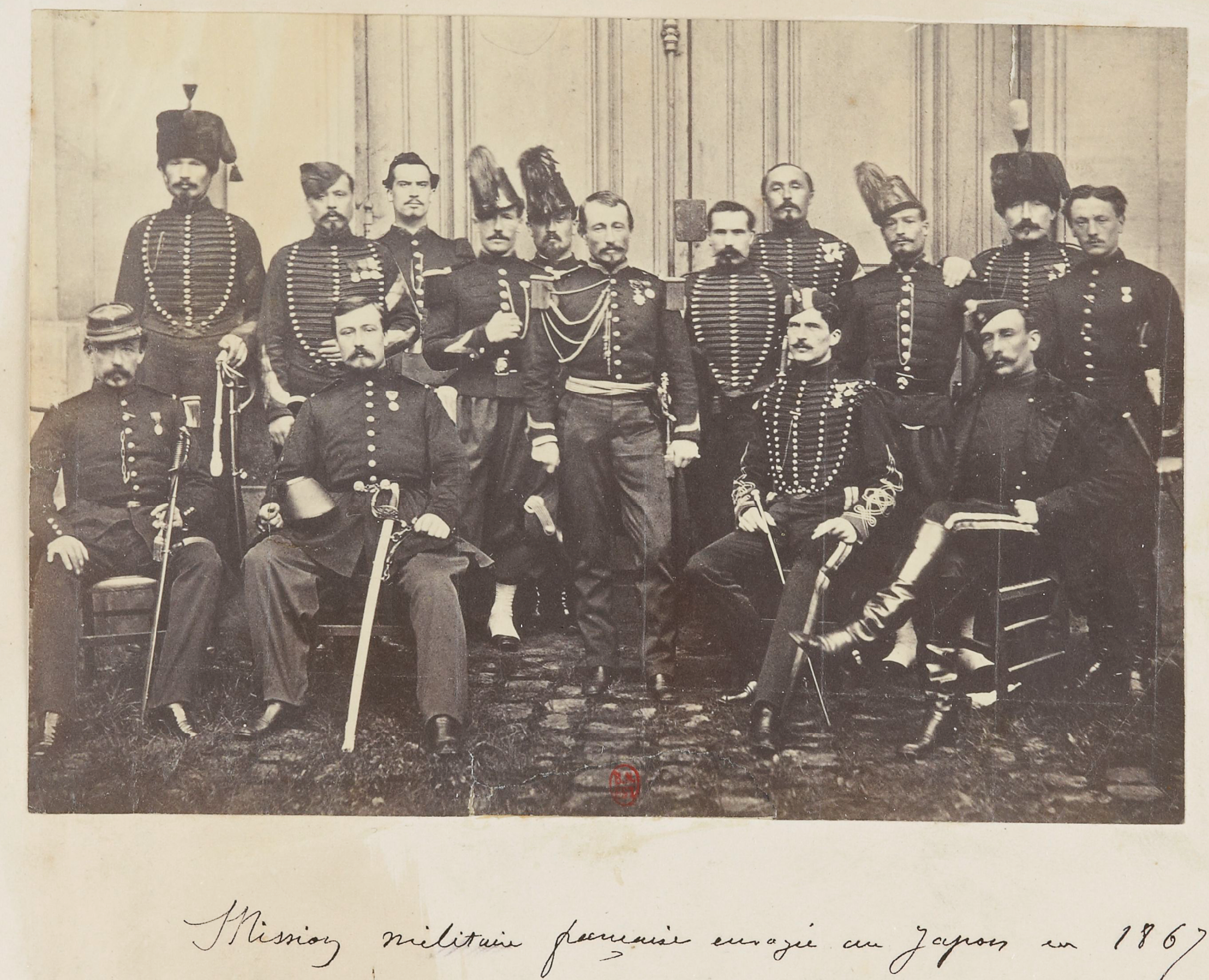
Phái đoàn Quân sự Pháp đến Nhật Bản, được Tokugawa Yoshinobu mời để hiện đại hóa quân đội của ông, năm 1867.

Ngay khi Yoshinobu lên ngôi Tướng quân, những sự thay đổi to lớn được thực hiện. Một sự xem xét lại kỹ lưỡng chính quyền được cam đoan để khởi động những cải cách để củng cố chính quyền Tokugawa. Đặc biệt là với sự giúp đỡ của Đệ nhị đế chế Pháp, với việc xây dựng kho súng Yokosuka dưới sự giám sát của Leonce Verny, và cử Phái đoàn Quân sự Pháp để hiện đại hóa quân đội Mạc phủ.
Lục quân và Hải quân quốc gia, đã nằm dưới sự chỉ huy của nhà Tokugawa, được gia tăng sức mạnh với sự giúp đỡ của người Pháp, và các trang thiết bị quân sự được mua từ Hoa Kỳ. Quan điểm của nhiều người rằng Mạc phủ Tokugawa đang đạt tới nền tảng quyền lực và sức mạnh mới; tuy vậy, thực tế thì nó sẽ sụp đổ trong vòng chưa đầy một năm sắp tới.

## Chiến tranh Mậu Thìn (1867–1869)
Lo sợ vì sự củng cố mới của Mạc phủ Tokugawa dưới sự lãnh đạo sáng suốt mà mạnh mẽ của người chủ mới, các võ sĩ từ Satsuma, Chōshū và Tosa kết liên minh để chống lại chế độ Mạc phủ. Dưới khẩu hiệu '"Tôn Hoàng, Nhương Di" (sonnō jōi) cùng với nỗi sợ hãi về một Tướng quân được mệnh danh là "Ieyasu tái sinh" sẽ tiếp tục tiếm đoạt quyền lực của Thiên hoàng, họ hành động để làm Mạc phủ sụp đổ, mặc dù họ khác nhau trong cách tiếp cận. Đặc biệt, Tosa vừa phải hơn, họ đề xuất một cuộc thương lượng nhờ đó Yoshinobu sẽ từ ngôi Tướng quân, nhưng chủ trì một Hội đồng các Thống đốc Quốc gia bao gồm nhiều daimyo. Cuối cùng, Yamauchi Toyonori, daimyo Tosa, cùng với cố vấn của ông, Gotō Shōjirō, thỉnh cầu Yoshinobu từ ngôi để biến điều này thành hiện thực.
Yoshinobu tuyên bố từ bỏ tước vị Chinh di Đại tướng quân năm 1867, chính thức "trả lại đại quyền" về cho Thiên hoàng. Ông sau đó rời khỏi Kyoto để đến Osaka. Tuy vậy, các phiên Satsuma và Chōshū, trong khi ủng hộ một Hội đồng cai quản các lãnh chúa Đại danh, lại chống lại việc Yoshinobu sẽ lãnh đạo nó. Họ bí mật giành được một chiếu chỉ  kêu gọi dùng quân đội đánh lại Yoshinobu (sau này mới biết đó là giả mạo) và đưa một số lượng lớn quân Satsuma và Chōshū đến Kyoto. Có một cuộc họp tại Hoàng cung, ở đó Yoshinobu bị tước mọi danh hiệu và đất đai , bất chấp việc ông không làm gì để có thể kết luận đó là sự công kích hay tội lỗi. Bất kỳ ai có thể chống lại việc đó đều không có mặt trong cuộc họp. Yoshinobu chống lại động thái đó, và soạn một bức thư phản đối gửi đến triều đình ; với sự thúc giục của những người từ Aizu, Kuwana, va các phiên khác, và với tình hình có một số lượng lớn quân Satsuma và Chōshū tại Kyoto, ông gửi đi kèm một số quân lớn để chuyển bức thư đến triều đình.
Khi quân đội Tokugawa đến ngoại ô Kyoto, họ bị từ chối cho vào, và bị quân đội Satsuma và Choshu tấn công, mở đầu Trận Toba-Fushimi, trận đánh đầu tiên trong Chiến tranh Boshin. Mặc dù quân đội Tokugawa có lợi thế rõ ràng về số lượng, Yoshinobu từ bỏ quân đội mình vào giữa trận đánh, và chạy đến Edo. Ông tự đặt mình vào thế giam cầm, và tỏ ý khuất phục triều đình. Tuy vậy, một thỏa ước hòa bình đạt được theo đó Tayasu Kamenosuke, chi trưởng một chi của gia đình Tokugawa, được nhận làm con nuôi và trở thành tộc trưởng của nhà Tokugawa; thành Edo được trao cho quân đội triều đình và thành phố tránh được họa chiến tranh.
Cùng với Kamenosuke (nay lấy tên là Tokugawa Iesato), Yoshinobu chuyển đến Shizuoka, nơi Tokugawa Ieyasu, người sáng lập Mạc phủ Tokugawa đã an dưỡng tuổi già vài thế kỷ trước đó. Iesato được phong làm đại danh của phiên Shizuoka mới, nhưng mất tước hiệu này vài năm sau đó khi hệ thống phiên bị giải thể.
Nhiều hatamoto cũng đến định cư ở Shizuoka; một phần lớn trong số họ không tìm được những cách thức để nuôi sống bản thân mình. Kết quả là, nhiều người trong số họ bất mãn với Yoshinobu, một số còn tới mức muốn ông phải chết. Tokugawa Yoshinobu nhận thức được điều này và lo sợ về một cuộc ám sát đến nỗi ông sắp xếp lại giấc ngủ của mình để đánh lừa một tên sát thủ có thể tới.

## Cuộc sống sau này
Sống một cuộc đời hưu trí yên bình, Yoshinobu có nhiều thú vui, bao gồm tranh sơn dầu, bắn cung, săn bắn, nhiếp ảnh, và thậm chí cả đạp xe. Một vài bức ảnh của Yoshinobu được xuất bản những năm gần đây bởi cháu 4 đời của ông là Yoshitomo.
Năm 1902, Thiên hoàng Minh Trị cho phép ông tái lập gia tộc của riêng mình như một nhánh của nhà Tokugawa (bekke) với tước cao nhất trong hệ thống quý tộc, nhất đẳng công tước (kōshaku), vì sự phục vụ trung thành của ông với nước Nhật. Công tước Tokugawa Yoshinobu qua đời ngày 21 tháng 11 năm 1913 lúc 4:10 chiều.

## Các thời kỳ của Tướng quân Yoshinobu
Những năm Ienari làm Chinh di Đại tướng quân được nhận ra một cách đặc biệt hơn so với các niên hiệu khác ở Nhật Bản.
- Khánh Ứng (1865-1868)
- Minh Trị (1868-1912)